# میزکه
میزکه (به اسپانیایی: Mizque) یک شهر در بولیوی است که در شهرداری میزکه واقع شده‌است. میزکه ۲۶٬۶۵۹ نفر جمعیت دارد و ۲٬۰۱۸ متر بالاتر از سطح دریا واقع شده‌است.